# Peter Erskine
Peter Erskine (* 5. června 1954) je americký jazzový bubeník. Narodil se ve městě Somers Point v New Jersey a na bicí začal hrát ve svých čtyřech letech. Studoval na Interlochen Arts Academy v Michiganu a následně na Indianské univerzitě v Bloomingtonu. V roce 1972 se stal členem orchestru Stana Kentona. Po třech letech jej opustil a začal vystupovat s trumpetistou Maynardem Fergusonem. Během své kariéry spolupracoval s mnoha dalšími hudebníky, mezi které patří například Gary Burton, Randy Brecker, Jan Garbarek, Joe Henderson, Bobby Hutcherson, Diana Krall a Joe Zawinul. Rovněž vydal řadu vlastních alb.